# Sticla Arieșul Turda
Asociația Club Sportiv Sticla Arieșul Turda, cunoscută în mod obișnuit ca Sticla Arieșul Turda, sau pur și simplu ca Arieșul Turda, este un club romănesc de fotbal din orașul Turda, județul Cluj, care în prezent evoluează în Liga a IV-a Cluj, al patrulea eșalon al sistemului de ligi din fotbalul românesc. 
Înființat în 1922, clubul și-a petrecut cea mai mare parte a istoriei în ligile a doua și a treia din România. Cea mai bună performanță a fost câștigarea Cupei României în sezonul 1960–61, în fața echipei Rapid București. Această performanță a intrat în istoria fotbalului românesc, Arieșul devenind singurul club care a câștigat Cupa României fără să joace vreodată în prima ligă.

## Istoric
Arieșul Turda s-a înființat în 1922. Intre 1922-1934 echipele turdene de fotbal jucau pe terenuri improvizate. In anul 1934 s-a dat în funcție primul stadion cu tribună al orașului, amplasat pe malul drept al râului Arieș, în aval de podul mare peste Arieș, pe locul unde s-a construit apoi întreprinderea "Electroceramica". Stadionul a fost demolat în anul 1975, deodată cu inaugurarea unui nou stadion în cartierul Poiana.Până în 1936, formația turdeană a participat doar la competiții situate valoric sub nivelul campionatului divizionar românesc. Primul sezon în Liga Nord a Diviziei C, 1936-1937, l-a terminat pe locul șase, iar în campionatul următor s-a retras din competiție la sfârșitul turului. Arieșul a revenit în Divizia C după 20 de ani de la ultima participare, reușind să ocupe locuri fruntașe în clasament: 3 în 1957-1958 și 4 în 1958-1959. În 1960, turdenii au câștigat campionatul regional, prevestind performanțele din anul următor.
Sezonul 1960-1961 este cunoscut ca unul de referință în istoria Arieșului Turda. Echipa antrenată de Ștefan Wetzer a ocupat locul 6 în seria a III-a a Diviziei B, iar în Cupa României a trecut pe rând de Corvinul Hunedoara (2-0) în șaisprezecimi, Penicilina Iași (7-1) în optimi, Știința Timișoara (2-1) în sferturi și UTA (3-0) în semifinale. Finala jucată împotriva Rapidului la 12 noiembrie 1961 pe stadionul Republicii a câștigat-o cu 2-1. Fotbaliștii care au jucat în acea finală sub culorile Arieșului au fost: Vasile Suciu (portar), Eugen Pantea, Ioachim Zăhan (fundași), Alexandru Vădan, Eugen Luparu, Ion Onacă (mijlocași), Vasile Mărgineanu, Vasile Pârvu, Dionisie Ursu, Gheorghe Băluțiu și Liviu Husar (înaintași). Golurile acestui meci memorabil au fost marcate de Nicolae Văcaru în min.24 (pentru Rapid București) și de Gheorghe Băluțiu în min. 50 (penalty) respectiv în min. 51 (pentru Arieșul Turda). Arbitru: Nicolae Mihăilescu (București).
Arieșul Turda și-a continuat drumul în Divizia B până în 1964 când a început o serie de retrogradări și promovări succesive încheiate în 1968, odată cu câștigarea campionatului județean. Din 1968 până în 1973 a jucat în Divizia C, după care au urmat patru sezoane în Divizia B și altele șapte în Divizia C. Singura performanță notabilă în această perioadă de timp a fost accederea în semifinalele Cupei României în sezonul 1980-1981. În 1985, a promovat în Divizia B, rezistând doar un sezon și revenind apoi în Divizia C. După două sezoane s-a reîntors în Divizia B, însă nici de această dată nu a reușit să se mențină în cea de-a doua divizie valorică a fotbalului românesc. Din 1989 până în 2006 a jucat fără întrerupere în Divizia C, excepție făcând doar sezoanele 1990-1991, 1992-1993 și 1993-1994, când a evoluat în campionatul județean. În 2007, Arieșul a promovat în Divizia B, iar sezonul 2007-2008 l-a terminat pe locul 14, la 5 puncte distanță de ultimul loc retrogradabil.
Din cauze financiare, în 2011-12, Arieșul Turda s-a retras la finele turului eșalonului secund. La începutul lui 2012, a fuzionat cu Unirea Florești, rezultând FCM Turda. Nici această nouă construcție n-a fost ferită de probleme financiare, astfel încât a fost exclusă și din Liga a III-a, în partea a doua a sezonului 2012/13. În sezonul 2013/14, Seso Câmpia Turzii, fosta Industria Sârmei și Metalul, marea rivală locală a Arieșului, a luat denumirea de Arieșul 1907 Turda, care la finele ediției 2014-15 a dispărut din aceleași rațiuni financiare, cu toate că s-a clasat pe locul 6 al seriei a V-a din eșalonul 3.
La 2 iunie 2016 a fost reînființată Sticla Arieșul Turda, fiind înscrisă în Liga a IV-a. La finalul ediției 2017-18, după ce a fost prima în Liga a IV-a a județului Cluj, a reușit să promoveze în Liga a III-a, după ce la baraj s-a impus categoric în fața reprezentantei județului Sălaj, Unirea Mirșid, pe care a învins-o în ambele confruntări, 6-0 acasă și 4-2 în deplasare.

## Cronologia denumirilor
| Nume                 | Perioada     |
| -------------------- | ------------ |
| Muncitorul Turda     | 1922–1950    |
| Flamura Roșie Turda  | 1950–1958    |
| Arieșul Turda        | 1958–1974    |
| Sticla Turda         | 1974–1999    |
| Sticla Arieșul Turda | 1979–1999    |
| Arieșul Turda        | 1999–2012    |
| FCM Turda            | 2012–2013    |
| Arieșul Turda        | 2013–2015    |
| Sticla Arieșul Turda | 2016–prezent |

- Notă: 1 an de inactivitate între 2015–2016, iar echipa a fost refondată ca Sticla Arieșul Turda în Liga a IV-a.

## Palmares
Liga a III-a
 Campioni (6) : 1964–65, 1970–71, 1972–73, 1983–84, 1986–87, 2006–07
 Campionatul Regional Cluj
 Campioni (2) : 1952, 1967–68
 Liga a IV-a Cluj
 Campioni (4) : 1967–68, 1990–91, 2017–18, 2024-25
 Cupa României
 Câștigători (1) : 1960–61
 Cupa României – Faza Județeană Cluj
 Câștigători (3) : 2018–19, 2023–24, 2024-25
 Finaliști (1): 2022–23

## Jucători

### Lotul sezonului 2013-2014
| Nr. |         | Poziție | Jucător        |
| --- | ------- | ------- | -------------- |
| -   | România | P       | Florin Pampea  |
| -   | România | P       | Szabo Laszlo   |
| -   | România | P       | Răzvan Vaida   |
| -   | România | F       | Vlad Mocan     |
| -   | România | F       | Ștefan Popa    |
| -   | România | F       | Dumitru Muscă  |
| -   | România | F       | Cosmin Câmpean |
| -   | România | F       | Mercean Vasile |
| -   | România | F       | Raul Muntean   |
| -   | România | F       | Soporan Victor |
| -   | România | M       | Dorel Grecu    |
| -   | România | M       | Văscan Dan     |

| Nr. |         | Poziție | Jucător          |
| --- | ------- | ------- | ---------------- |
| -   | România | M       | Morar Marius     |
| -   | România | M       | Victor Moțet     |
| -   | România | M       | Andrei Boroștean |
| -   | România | M       | Alin Vigariu     |
| -   | România | M       | Cosmin Siecoban  |
| -   | România | M       | Vlad Pop         |
| -   | România | A       | Marius Ionescu   |
| -   | România | A       | Cosmin Câmpean   |
| -   | România | A       | Andrei Sulea     |
| -   | România | A       | Alexandru Șoancă |
| -   | România | A       | Gheorghe Grecu   |
| -   | România | A       | Tilincă Cosmin   |

### Jucători importanți
- Laurențiu Buș
- Vasile Suciu
- Eugen Pantea
- Ioachim Zăhan
- Alexandru Vădan
- Eugen Luparu
- Ion Onacă
- Vasile Mărgineanu
- Vasile Pârvu
- Dionisie Ursu
- Gheorghe Băluțiu
- Liviu Husar
- Ovidiu Maier
- Viorel Stancu
- Cosmin Tilincă
- Traian Mocan
- Emilian Dolha
- Traian Pârvu
- Cosmin Vatca
- Radu Pop

Poate cei mai importanți 11 jucători din istoria clubului sunt cei care au învins Rapidul în istorica finală a Cupei României, câștigată de turdeni în 1961: Vasile Suciu, Eugen Pantea, Ioachim Zahan, Alexandru Zăhan, Eugen Luparu, Ion Onacă, Vasile Mărgineam, Vasile Pârvu, Dionisie Ursu (căpitan), Gheorghe Băluțiu, Liviu Husar.
Cei mai importanți oameni ai echipei erau Vasile Suciu, Dionisie Ursu, Ion Onacă.
Vasile Suciu s-a născut la 21 octombrie 1942 în satul Iacobeni, județul Cluj. Este maestru al sportului, profesor de educație fizică. La Arieșul Turda a evoluat din 1958. În 1962 a participat la câștigarea turneului UEFA de juniori. În același an a fost selecționat în echipa divizionară A Viitorul București. Între 1963-1971 a fost transferat la Steaua București, cu care a obținut cinci cupe ale României și o ediție de campionat. Între 1971-1972 a fost transferat la Jiul Petroșani, echipa cu care a pierdut o finală de cupa României.
Dionisie Ursu născut la Turda, și-a făcut ucenicia la Steagul Roșu Brașov, apoi la Progresul București, care era în divizia A. În 1961 a fost căpitanul echipei care a câștigat Cupa României. După meciul de cupă câștigat împotiva echipei UTA Arad, ziarul Sportul popular scria: „retragerea centrului atacant Ursu între mijlocașii Luparu și Onacă a dat posibilitatea Arieșului să stăpânească mijlocul terenului”.
Ioan Onacă s-a născut în satul Iacobeni. A practicat fotbalul din clasele gimnaziale la școala „Teodor Murășanu”. Între 1956-1959 a făcut parte din echipa Rapid Cluj, știind să îmbine armonios cartea cu sportul. A evoluat în Bistrița și apoi la Turda, unde a câștigat Cupa României. Pentru ambele activități a primit titlul de cetățean de onoare al orașului Turda.
Alți jucători importanți care au evoluat la echipa turdeană: Anton Doboș, turdean care s-a format la juniorii Arieșului sub comanda antrenorului Mera. A apărat culorile naționalei în multe meciuri internaționale. Reprezentativă la care a ocupat funcția de antrenor secund. A evoluat la AEK Atena și a ocupat funcția de conducător la echipele Poli Timișoara și U Cluj. Alt important jucător cu origini turdene e Cosmin Tilincă. Și el s-a format ca jucător la pepiniera Arieșului, talentat și serios în ceea ce a făcut, a fost achiziționat de clubul CFR Cluj. În acea perioadă a fost remarcat și selecționat în echipa națională.
Un alt turdean care a apărat culorile țării este Emilian Dolha. Junior al Arieșului, a ajuns la Rapid, apoi în Polonia, unde a evoluat la echipele Wisła Cracovia și Lech Poznań. A făcut parte din lotul echipei naționale. El a evoluat și la echipe din România precum Dinamo București, Gloria Bistrița și Universitatea Cluj.

## Galerie de imagini

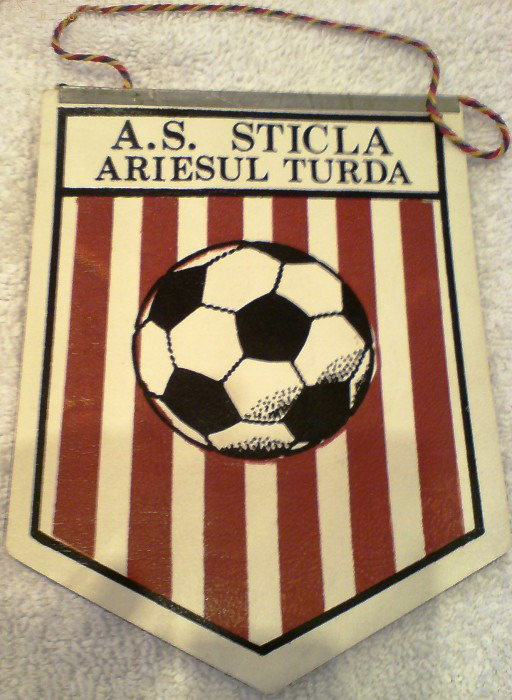
Fanionul echipei de fotbal FC Arieșul Turda în anul câștigării Cupei României (1961)
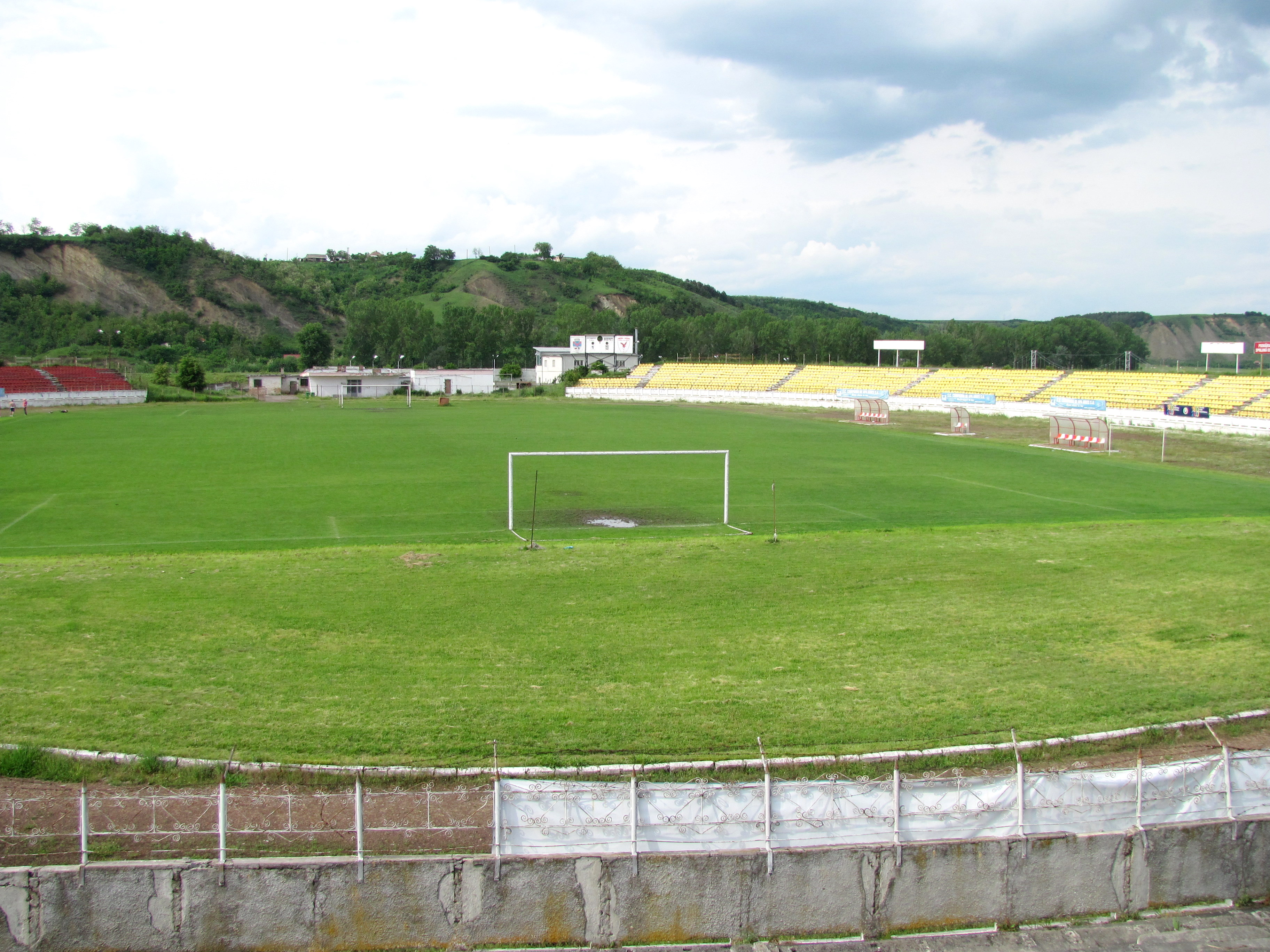
Stadionul municipal (cartierul Poiana)